# Triplophysa nandanensis
Triplophysa nandanensis är en fiskart som beskrevs av Lan, Yang och Chen, 1995. Triplophysa nandanensis ingår i släktet Triplophysa och familjen grönlingsfiskar. Inga underarter finns listade i Catalogue of Life.